# Oriana Sabatini
Oriana Gabriela Sabatini, nota come Oriana, (Buenos Aires, 19 aprile 1996) è un'attrice, cantante e modella argentina.

## Biografia
Nata il 19 aprile 1996 a Buenos Aires, è figlia dell'imprenditore ed ex attore argentino con cittadinanza italiana Osvaldo Sabatini e dell'attrice venezuelana Catherine Fulop; è inoltre la nipote dell'ex tennista argentina Gabriela Sabatini.
Il suo primo lavoro come modella è stato all’età di 13 anni, per un articolo sul rapporto con sua madre. Inizia a lavorare in televisione nel 2011, ottenendo un piccolo ruolo nella telenovela Porque te quiero así.
Il suo primo ruolo importante arriva a fine 2012, quando partecipa a un casting con Cris Morena che la sceglie come protagonista nella serie Aliados; grazie a questo ruolo vince il premio ‘’miglior rivelazione’’ ai Kids Choice Awards Argentina nel 2013 e quello di ‘’migliore attrice’’ nel 2014.
Nel 2017 ha iniziato la sua carriera da solista con il nome di Oriana e l’uscita del primo singolo, Love Me Down Easy, che ha riscosso molto successo in Argentina. Il 5 luglio ha aperto il Dangerous Woman Tour di Ariana Grande, mentre il 14 e 15 novembre ha aperto il A Head Full of Dreams Tour dei Coldplay.
Nel 2018 Oriana si è esibita al festival musicale Lollapalooza Argentina, condividendo il palco con i Red Hot Chili Peppers. 
Ad ottobre 2019 esce il suo singolo El Ultimo Tango, mentre a febbraio 2020 pubblica Luna Llena. 

## Vita privata
Dall'estate del 2018 ha una relazione con il calciatore argentino Paulo Dybala. I due si sono sposati il 20 luglio del 2024 a Buenos Aires.

## Filmografia

### Cinema
- Perdida, regia di Alejandro Montiel (2018)
- Qué te juegas?, regia di Pablo Alén (2019)

### Televisione
- Porque te quiero así – serie TV, 1 episodio (2011)
- Aliados – serie TV, 28 episodi (2013-2014)
- Il segreto non rivelato – serie TV, 8 episodi (2019)
- Kally's Mashup – serie TV, 1 episodio (2018)
- God's Equation – serie TV, 1 episodio (2020).

## Discografia

### Colonne sonore
- 2013 – Aliados
- 2014 – Aliados 2
- 2014 – Tu cara me suena
- 2017 – Bailando por un sueño

### Singoli
- 2017 – Love Me Down Easy
- 2017 – Stay Or Run
- 2018 – What U Gonna Do
- 2018 – False Start
- 2019 – El Último Tango
- 2020 – Luna Llena
- 2020 – Bad
- 2021 – Lo que tienes
- 2021 – Tuyyo
- 2022 – 325
- 2022 – Sola
- 2022 – Perro
- 2022 – Chin Chin

### Collaborazioni
- 2014 – Love is Louder (Julián Serrano feat. Oriana Sabatini)

## Teatro
- El club del hit (2014)
- Aliados (2014)

## Premi e riconoscimenti
- 2013 - Premios TKM
  - Vinto - Attrice rivelazione per Aliados[9]
  - Candidatura - Look TKM
- 2013 - Kids' Choice Awards Argentina
  - Vinto - Rivelazione dell'anno per Aliados[10]
- 2014 - Kids' Choice Awards Argentina
  - Vinto - Attrice preferita per Aliados[11]
- 2015 - Kids' Choice Awards Argentina
  - Vinto - Diosa[12]
- 2017 - Kids' Choice Awards Argentina[13]
  - Candidatura - Canción latina favorita per Love Me Down Easy
  - Candidatura - Artista o gruppo nazionale preferito
  - Candidatura - Ragazza trendy
- 2018 - Kids' Choice Awards Argentina
  - Candidatura - Artista o gruppo nazionale preferito[14]
- 2018 - MTV Millennial Awards[15]
  - Candidatura - Instagrammer livello Dio argentina
  - Candidatura - Artista más flama - Argentina